# Cratón del Río de la Plata

Localización aproximada de los cratones del Mesoproterozoico en América del Sur y África.

El Cratón del Río de la Plata es uno de los cinco cratones del continente sudamericano. Los otros cuatro son: Amazónico, São Francisco, Río Apa y Arequipa–Antofalla.
Ocupa el actual territorio de Uruguay, el este de Argentina y el sur de Brasil. Las rocas cristalinas del cratón del Río de la Plata están fechadas entre 2200 y 1700 millones de años atrás. Tiene un tamaño de alrededor de 20.000 km².